# Stephen Gunzenhauser
Stephen Gunzenhauser, född 8 april 1942[källa behövs] är en amerikansk dirigent. Han har gjort ett stort antal inspelningar för skivbolagen Naxos och Marco Polo. Repertoaren sträcker sig från Vivaldi och Mozart till 1900-talstonsättare som Carl Orff och Aaron Copland. Totalt har dessa inspelningar sålts i mer än två miljoner exemplar.
Gunzenhauser leder Lancaster Symphony Orchestra, Pennsylvania.